# Unternehmen Sizilien
Unternehmen Sizilien (auch Unternehmen Zitronella) war der Deckname einer deutschen Militäroperation der deutschen Kriegsmarine unter Admiral Oskar Kummetz gegen alliierte Einrichtungen auf der Insel Spitzbergen.

## Verlauf des Angriffs
Am 6. September 1943 lief aus dem Altafjord am Nordkap in Norwegen eine aus den Schlachtschiffen Tirpitz und Scharnhorst sowie neun Zerstörern bestehende deutsche Kampfgruppe aus. Sechs der Zerstörer hatten ein Bataillon mit etwa 600 Mann des Grenadierregiments 349 an Bord. Zweck des Unternehmens war die Zerstörung der Funk- und Wetterstation, des Elektrizitätswerks und der Kohleförderanlagen auf Spitzbergen.
Zwei Tage später, am 8. September gegen 3:30 Uhr früh, trennte sich der Verband. Die Scharnhorst und die sechs Zerstörer der 5. und 6. Zerstörerflottille liefen zum Grønfjord und Adventfjord, wo die mitgeführten Truppen ab etwa 7:00 Uhr ausgeschifft wurden. Die Tirpitz und die 4. Zerstörerflottille begannen zu diesem Zeitpunkt mit der Beschießung von Barentsburg und Umgebung, was die norwegischen Verteidiger schließlich zum Rückzug ins Hinterland zwang, während die Scharnhorst und ihre Zerstörergruppe Longyearbyen beschossen. Die deutschen Sprengtrupps zerstörten die wichtigen Anlagen, steckten die Kohlenhalden in Brand und gingen nach knapp drei Stunden wieder an Bord. Der deutsche Verband kehrte in den Altafjord zurück, wo er am 9. September eintraf.
Auf den deutschen Schiffen gab es durch die norwegische Gegenwehr allerdings Schäden und mehrere Tote. Z 29 erhielt vier Treffer vom Kaliber 10 cm, davon zwei in die Außenhaut, und hatte drei Tote zu beklagen. Z 31 erhielt 8 oder 10 Treffer und hatte ein Todesopfer. Z 33 wurde 36 mal getroffen und hatte ebenfalls drei Tote. Auf dem Rückmarsch fuhren Z 29 und Z 33 wegen der Löcher im Rumpf und ihrer dadurch verminderten Seefähigkeit in Lee der beiden Schlachtschiffe.

## Folgen
Bereits am 19. Oktober setzten der amerikanische Schwere Kreuzer Tuscaloosa sowie drei britische und ein amerikanischer Zerstörer norwegische Truppen auf Spitzbergen ab, um den Stützpunkt wiederherzustellen. Schon im Winter 1943 war die Wetterstation der Alliierten wieder in Betrieb.

## Beteiligte Schiffe
- Schlachtschiff Tirpitz
- Schlachtschiff Scharnhorst
- 4. Zerstörerflottille mit Z 33 (Führerboot), Z 29 und Z 31
- 5. Zerstörerflottille mit Z 15 Erich Steinbrinck (Führerboot), Z 27 und Z 30
- 6. Zerstörerflottille mit Z 20 Karl Galster (Führerboot), Z 6 Theodor Riedel und Z 10 Hans Lody